# Проклятие (фильм, 2004)
«Проклятие» (англ. The Grudge) — американо-японский фильм ужасов о сверхъестественном 2004 года Такаси Симидзу по сценарию Стивена Суско, ремейк японского фильма «Дзю-он: Проклятие» (2002). Продюсерами фильма выступили Сэм Рэйми, Роберт Таперт и Такасигэ Итисе.
Фильм собрал в прокате 187,3 миллионов долларов при бюджете в 10 миллионов долларов, но получил неоднозначные отзывы критиков, которые сочли его нелогичным и недостаточно пугающим. В первые выходные фильм собрал 39,1 миллионов долларов, став первым фильмом ужасов который возглавил кассовые сборы на Хэллоуин со времен «Дома ночных призраков» в 1999 году.
Фильм получил продолжения: «Проклятие 2» (2006) и «Проклятие 3» (2009). Фильм 2020 года, также озаглавленный «Проклятие», происходит до и одновременно с событиями оригинального фильма и двух его сиквелов.

## Сюжет
Проклятие умерших обитает в местах, где они жили, поджидая новую жертву. Когда проклятие находит новую жертву — она умирает. А проклятие становится только сильнее. И так, убивая жертву за жертвой, однажды брошенное проклятие как вирус распространяется и плетёт сеть ужаса.
Каяко Саэки (Такако Фудзи), домохозяйка, живущая в пригороде Токио, была одержимо влюблена в профессора колледжа Питера Кирка (Билл Пуллман). Её муж Такэо узнаёт об этом из её дневника, и подозревая в неверности, жестоко убивает жену, вслед за этим их маленького сына Тосио (Юя Одзэки) и его кошку. После этого, сам Такэо погибает от рук его жены, ставшей призраком онрё. Тем временем дом Саэки посещает Питер, устав от постоянных писем Каяко, однако обнаруживает трупы семьи Саэки. Потрясенный этим, он убегает с места преступления и на следующий день совершает самоубийство. Спустя три года в дом Саэки переезжает семья Уильямс, приехавшая из Америки. В отличие от Мэтта (Уильям Мэйпотер), его жена Дженнифер (Клеа Дюваль) и больная мать Эмма (Грэйс Забриски) не восторге от смены обстановки. Мэтт и Дженнифер сразу становятся жертвами призраков. На другой день Ёко (Ёко Маки), работница по уходу, которая уже некоторое время ухаживает за Эммой, становится жертвой призрака Каяко.
Вскоре Алекс (Тед Рэйми) — работодатель Ёко, обеспокоенный её исчезновением, просит Карен Дэвис (Сара Мишель Геллар) заменить её. Войдя в дом, Карен обнаруживает призрака Тосио, запертого в шкафу, а позже становится свидетелем того, как призрак Каяко убивает Эмму. Алекс, по просьбе Карен, навещает дом и вызывает полицию, обнаружив девушку в состоянии шока рядом с телом Эммы. На чердаке детектив Накагава (Рё Исибаси) и его напарник Игараси находят тела Мэтта и Дженнифер. Тем временем призрак Каяко настигает сестру Мэтта, Сьюзен (Кейди Стрикленд), которая возвращалась с работы домой. После произошедшего в доме Алекс погибает от руки убитой Ёко, одержимой призраком Каяко.
Тем временем Карен, ощущая, что стала жертвой преследования призрака, начинает вести расследование о происхождении Тосио. Узнав о трагичном случае с его семьёй, Карен делится информацией о семье Саэки с Накагавой, но тот предупреждает её, что дом одержим проклятием. В ту же ночь детектив возвращается в дом, пытаясь сжечь его, но его убивает призрак Такэо. В это время парень Карен — Даг (Джейсон Бер), начавший замечать странности в её поведении после инцидента в доме, направляется туда на её поиски. Узнав об этом, Карен мчится за ним в дом, где вначале видит события, произошедшие три года назад. После флэшбэка девушка находит Дага парализованным от страха, но в этот момент их настигает Каяко и Даг умирает от шока. Карен поджигает дом, после этого её живую доставляют в больницу, однако призрак Каяко продолжает преследовать девушку.

## В ролях
| Актёр              | Роль               |
| ------------------ | ------------------ |
| Сара Мишель Геллар | Карен Дэвис        |
| Билл Пуллман       | Питер Кёрк         |
| Джейсон Бер        | Даг                |
| Клеа Дюваль        | Дженнифер Уиллиамс |
| Уильям Мэйпотер    | Мэтью Уильямс      |
| Кейди Стрикленд    | Сьюзан Уильямс     |
| Грейс Забриски     | Эмма Уильямс       |
| Ёко Маки           | Ёко                |
| Роза Блази         | Мариа Кёрк         |
| Рё Исибаси         | инспектор Накагава |
| Тед Рэйми          | Алекс Джонс        |
| Юя Одзэки          | Тосио Саэки        |
| Такако Фудзи       | Каяко Саэки        |
| Такаси Мацуяма     | Такео Саэки        |

## Релиз

### Кассовые сборы
Премьера состоялась на площадке 3 348 кинотеатров Северной Америки. В первые выходные (22 — 24 октября 2004 года) фильм собрал в прокате 39,1 миллиона долларов, став первым фильмом ужасов который возглавил кассовые сборы на Хэллоуин со времен «Дома ночных призраков» в 1999 году. Во вторые выходные проката продажи билетов упали на 43 %, но при этом принесли ещё 21,8 миллиона долларов. За весь прокат фильм собрал 110,4 миллиона долларов в Северной Америке и в общей сложности 187,3 миллиона долларов по всему миру, что намного превзошло ожидания аналитиков кассовых сборов и руководителей «Sony Pictures». Компания заявила, что затраты на производство картины составили менее 10 миллионов долларов, что делает его одним из самых прибыльных фильмов года.

### Реакция
На Rotten Tomatoes фильм имеет 40 % положительных рецензий на основе 162 отзывов со средней оценкой 5,11 из 10. Консенсус критиков сайта гласит: «Можно найти несколько жутких кадров, но в фильме не так много логики или действительно пугающих сцен». На Metacritic фильм имеет средневзвешенное значение 49 из 100 на основе 32 обзоров, что указывает на «смешанные или средние отзывы». Аудитория, опрошенная Cinemascore, сообщила, что кинозрители поставили фильму среднюю оценку «F» по шкале от A+ до F. Роджер Эберт дал фильму отрицательный отзыв, присудив фильму 1 звезду из 4.

### Выход на видео
Фильм был выпущен на видеокассетах, DVD и UMD 1 февраля 2005 года как стандартная версия фильма с некоторыми особенностями. 17 мая 2005 года режиссёрская версия фильма без рейтинга была выпущена на DVD в Северной Америке. Релиз включал несколько сцен, которые были вырезаны из прокатной версии, чтобы получить более низкий рейтинг MPAA. Эта версия фильма использовалась в качестве театрального тиража в Японии. Фильм был выпущен на Blu-ray Disc в США 12 мая 2009 года. Фильм заработал 9,24 миллиона долларов на продажах DVD за первую неделю, заняв второе место в чарте продаж после байопика «Рэй».